# Felsőszamos
Felsőszamos románul: Lăpuștești, falu Romániában, Erdélyben, Kolozs megyében.

## Fekvése
Gyalutól nyugatra, Dongótól délre, a Meleg-Szamos bal partja közelében, a Gyalui-havasokban, 1090 méter magasságban fekvő település.

## Története
Felsőszamos, Lapistya nevét 1666-ban említette először oklevél Lapistya néven. Későbbi névváltozatai: 1805-ben Lapista, 1861-ben Lapistya, 1913-ban  Felsőszamos.
A trianoni békeszerződés előtt Kolozs vármegye Gyalui járásához tartozott. 1910-ben 345 lakosából 344 román volt és görögkeleti ortodox.